# Wonderful Land
"Wonderful Land" é um single do The Shadows lançado em fevereiro de 1962. Uma peça instrumental, alcançou a 1ª colocação da UK Singles Charts em março daquele ano, permanecendo na posição por oito semanas.
Ganhou versões cover gravadas por Mike Oldfield em 1980 e por Mark Knopfler em 1993.